# Vuelta a España 2005
La Vuelta a España 2005, sessantesima edizione della corsa, si svolse in ventuno tappe dal 27 agosto al 18 settembre 2005, per un percorso totale di 3 356 km. Fu vinta dal russo Denis Men'šov, a seguito della squalifica del primo classificato, lo spagnolo Roberto Heras, risultato positivo all'Epo al controllo antidoping della ventesima tappa. Fu la prima tra le più importanti corse a tappe in cui la vittoria è stata revocata per doping. Tuttavia il tribunale spagnolo riassegnò nel 2013 la vittoria ad Heras.
Fu l'ultima edizione in cui il leader della classifica degli scalatori vestì la maglia verde.

## Tappe
| Tappa  | Data         | Percorso                                                     | km    | Vincitore di tappa    | Leader cl. generale |
| ------ | ------------ | ------------------------------------------------------------ | ----- | --------------------- | ------------------- |
| 1ª     | 27 agosto    | Granada (cron. individuale)                                  | 7     | Denis Men'šov         | Denis Men'šov       |
| 2ª     | 28 agosto    | Granada > Cordova                                            | 189,3 | Leonardo Bertagnolli  | Bradley McGee       |
| 3ª     | 29 agosto    | Cordova > Puertollano                                        | 153,3 | Alessandro Petacchi   | Bradley McGee       |
| 4ª     | 30 agosto    | Ciudad Real > Argamasilla de Alba                            | 232,3 | Alessandro Petacchi   | Bradley McGee       |
| 5ª     | 31 agosto    | Alcázar de San Juan > Cuenca                                 | 176   | Thor Hushovd          | Bradley McGee       |
| 6ª     | 1º settembre | Cuenca > Estación de Esquí Aramón Valdelinares               | 217   | Roberto Heras         | Roberto Heras       |
| 7ª     | 2 settembre  | Teruel > Vinaròs                                             | 212,5 | Max van Heeswijk      | Roberto Heras       |
| 8ª     | 3 settembre  | Tarragona > Lloret de Mar                                    | 189   | Alessandro Petacchi   | Roberto Heras       |
| 9ª     | 4 settembre  | Lloret de Mar > Lloret de Mar (cron. individuale)            | 48    | Denis Men'šov         | Denis Men'šov       |
| 10ª    | 5 settembre  | La Vall d'en Bas > Estación de Esquí de Ordino-Arcalís (AND) | 206,3 | Francisco Mancebo     | Denis Men'šov       |
| 11ª    | 6 settembre  | Andorra > Cerler                                             | 192,6 | Roberto Laiseka       | Denis Men'šov       |
|        | 7 settembre  | giorno di riposo                                             |       |                       |                     |
| 12ª    | 8 settembre  | Logroño > Burgos                                             | 133   | Alessandro Petacchi   | Denis Men'šov       |
| 13ª    | 9 settembre  | Burgos > Santuario de la Bien Aparecida                      | 193   | Samuel Sánchez        | Denis Men'šov       |
| 14ª    | 10 settembre | La Penilla > Lagos de Covadonga                              | 172,3 | Eladio Jiménez        | Denis Men'šov       |
| 15ª    | 11 settembre | Cangas de Onís > Estación de Esquí Valgrande                 | 191   | Roberto Heras         | Roberto Heras       |
|        | 12 settembre | giorno di riposo                                             |       |                       |                     |
| 16ª    | 13 settembre | León > Valladolid                                            | 162   | Paolo Bettini         | Roberto Heras       |
| 17ª    | 14 settembre | El Espinar > La Granja de San Ildefonso                      | 165,6 | Carlos Garcia Quesada | Roberto Heras       |
| 18ª    | 15 settembre | Avila > Avila                                                | 197,5 | Nicki Sørensen        | Roberto Heras       |
| 19ª    | 16 settembre | San Martín de Valdeiglesias > Alcobendas                     | 142,9 | Heinrich Haussler     | Roberto Heras       |
| 20ª    | 17 settembre | Guadalajara > Alcalá de Henares (cron. individuale)          | 38,9  | Rubén Plaza           | Roberto Heras       |
| 21ª    | 18 settembre | Madrid > Madrid                                              | 136,5 | Alessandro Petacchi   | Roberto Heras       |
| Totale | Totale       | Totale                                                       | 3 356 |                       |                     |

## Squadre e corridori partecipanti
Presero parte alla prova le venti squadre con licenza UCI ProTeam. Ammesse tramite l'assegnazione di wild-card furono Relax-Fuenlabrada e Comunidad Valenciana-Elche.
| N.      | Cod. | Squadra                    |
| ------- | ---- | -------------------------- |
| 1-9     | LSW  | Liberty Seguros-Würth Team |
| 11-19   | PHO  | Phonak Hearing Systems     |
| 21-29   | IBA  | Caisse d'Epargne           |
| 31-39   | BTL  | Bouygues Télécom           |
| 41-49   | ECV  | C.Valenciana-Elche         |
| 51-59   | COF  | Cofidis                    |
| 61-69   | C.A  | Crédit Agricole            |
| 71-79   | DVL  | Davitamon-Lotto            |
| 81-89   | DSC  | Discovery Channel          |
| 91-99   | SDM  | Domina Vacanze             |
| 101-109 | EUS  | Euskaltel-Euskadi          |

| N.      | Cod. | Squadra               |
| ------- | ---- | --------------------- |
| 111-119 | FAS  | Fassa Bortolo         |
| 121-129 | FDJ  | Française des Jeux    |
| 131-139 | GST  | Gerolsteiner          |
| 141-149 | LAM  | Lampre-Caffita        |
| 151-159 | LIQ  | Liquigas-Bianchi      |
| 161-169 | QST  | Quick Step-Innergetic |
| 171-179 | RAB  | Rabobank              |
| 181-189 | REL  | Relax-Fuenlabrada     |
| 191-199 | SDV  | Saunier Duval-Prodir  |
| 201-209 | CSC  | Team CSC              |
| 211-219 | TMO  | T-Mobile Team         |

## Dettagli delle tappe

### 1ª tappa
- 27 agosto: Granada – Cronometro individuale – 7 km

Risultati
| Pos. | Corridore      | Squadra     | Tempo |
| ---- | -------------- | ----------- | ----- |
| 1    | Denis Men'šov  | Rabobank    | 9'45" |
| 2    | Rik Verbrugghe | Quick Step  | a 1"  |
| 3    | Bradley McGee  | Fh des Jeux | a 3"  |

| Pos. | Corridore      | Squadra     | Tempo |
| ---- | -------------- | ----------- | ----- |
| 1    | Denis Men'šov  | Rabobank    | 9'45" |
| 2    | Rik Verbrugghe | Quick Step  | a 1"  |
| 3    | Bradley McGee  | Fh des Jeux | a 3"  |

### 2ª tappa
- 28 agosto: Granada > Cordova – 189,3 km

Risultati
| Pos. | Corridore            | Squadra       | Tempo    |
| ---- | -------------------- | ------------- | -------- |
| 1    | Leonardo Bertagnolli | Cofidis       | 4h52'27" |
| 2    | Bradley McGee        | Fh des Jeux   | s.t.     |
| 3    | Juan Antonio Flecha  | Fassa Bortolo | s.t.     |

| Pos. | Corridore            | Squadra       | Tempo    |
| ---- | -------------------- | ------------- | -------- |
| 1    | Bradley McGee        | Fh des Jeux   | 5h02'01" |
| 2    | Leonardo Bertagnolli | Cofidis       | a 22"    |
| 3    | Juan Antonio Flecha  | Fassa Bortolo | a 31"    |

### 3ª tappa
- 29 agosto: Cordova > Puertollano – 153,3 km

Risultati
| Pos. | Corridore           | Squadra       | Tempo    |
| ---- | ------------------- | ------------- | -------- |
| 1    | Alessandro Petacchi | Fassa Bortolo | 3h48'41" |
| 2    | Erik Zabel          | T-Mobile      | s.t.     |
| 3    | Tom Boonen          | Quick Step    | s.t.     |

| Pos. | Corridore            | Squadra       | Tempo    |
| ---- | -------------------- | ------------- | -------- |
| 1    | Bradley McGee        | Fh des Jeux   | 8h50'32" |
| 2    | Leonardo Bertagnolli | Cofidis       | a 32"    |
| 3    | Juan Antonio Flecha  | Fassa Bortolo | a 39"    |

### 4ª tappa
- 30 agosto: Ciudad Real > Argamasilla de Alba – 232,3 km

Risultati
| Pos. | Corridore           | Squadra         | Tempo    |
| ---- | ------------------- | --------------- | -------- |
| 1    | Alessandro Petacchi | Fassa Bortolo   | 5h41'29" |
| 2    | Thor Hushovd        | Crédit Agricole | s.t.     |
| 3    | Erik Zabel          | T-Mobile        | s.t.     |

| Pos. | Corridore            | Squadra       | Tempo     |
| ---- | -------------------- | ------------- | --------- |
| 1    | Bradley McGee        | Fh des Jeux   | 14h32'01" |
| 2    | Leonardo Bertagnolli | Cofidis       | a 32"     |
| 3    | Juan Antonio Flecha  | Fassa Bortolo | a 39"     |

### 5ª tappa
- 31 agosto: Alcázar de San Juan > Cuenca - 176 km

Risultati
| Pos. | Corridore                | Squadra         | Tempo    |
| ---- | ------------------------ | --------------- | -------- |
| 1    | Thor Hushovd             | Crédit Agricole | 3h41'52" |
| 2    | Miguel Martín Perdiguero | Phonak          | s.t.     |
| 3    | Josep Jufré              | Relax           | s.t.     |

| Pos. | Corridore            | Squadra       | Tempo     |
| ---- | -------------------- | ------------- | --------- |
| 1    | Bradley McGee        | Fh des Jeux   | 18h13'53" |
| 2    | Leonardo Bertagnolli | Cofidis       | a 32"     |
| 3    | Joaquim Rodríguez    | Saunier Duval | a 41"     |

### 6ª tappa
- 1º settembre: Cuenca > Valdelinares - 217 km

Risultati
| Pos. | Corridore     | Squadra       | Tempo    |
| ---- | ------------- | ------------- | -------- |
| 1    | Roberto Heras | Liberty Seg.  | 5h27'20" |
| 2    | Denis Men'šov | Rabobank      | a 13"    |
| 3    | David Blanco  | C. Valenciana | a 28"    |

| Pos. | Corridore     | Squadra      | Tempo     |
| ---- | ------------- | ------------ | --------- |
| 1    | Roberto Heras | Liberty Seg. | 23h42'13" |
| 2    | Denis Men'šov | Rabobank     | a 6"      |
| 3    | Carlos Sastre | Team CSC     | a 1'01"   |

### 7ª tappa
- 2 settembre: Teruel > Vinaròs – 212,5 km

Risultati
| Pos. | Corridore        | Squadra       | Tempo    |
| ---- | ---------------- | ------------- | -------- |
| 1    | Max van Heeswijk | Discovery Chh | 5h21'21" |
| 2    | Erik Zabel       | T-Mobile      | s.t.     |
| 3    | Alberto Ongarato | Fassa Bortolo | s.t.     |

| Pos. | Corridore     | Squadra      | Tempo     |
| ---- | ------------- | ------------ | --------- |
| 1    | Roberto Heras | Liberty Seg. | 29h03'28" |
| 2    | Denis Men'šov | Rabobank     | a 12"     |
| 3    | Carlos Sastre | Team CSC     | a 1'07"   |

### 8ª tappa
- 3 settembre: Tarragona > Lloret de Mar – 189 km

Risultati
| Pos. | Corridore           | Squadra         | Tempo    |
| ---- | ------------------- | --------------- | -------- |
| 1    | Alessandro Petacchi | Fassa Bortolo   | 4h19'14" |
| 2    | Thor Hushovd        | Crédit Agricole | s.t.     |
| 3    | Paolo Bettini       | Quick Step      | s.t.     |

| Pos. | Corridore     | Squadra      | Tempo     |
| ---- | ------------- | ------------ | --------- |
| 1    | Roberto Heras | Liberty Seg. | 33h22'47" |
| 2    | Denis Men'šov | Rabobank     | a 12"     |
| 3    | Carlos Sastre | Team CSC     | a 1'07"   |

### 9ª tappa
- 4 settembre: Lloret de Mar > Lloret de Mar - Cronometro individuale - 48 km

Risultati
| Pos. | Corridore         | Squadra       | Tempo    |
| ---- | ----------------- | ------------- | -------- |
| 1    | Denis Men'šov     | Rabobank      | 1h00'54" |
| 2    | Rubén Plaza       | C. Valenciana | a 9"     |
| 3    | Francisco Mancebo | Illes Balears | a 39"    |

| Pos. | Corridore     | Squadra      | Tempo     |
| ---- | ------------- | ------------ | --------- |
| 1    | Denis Men'šov | Rabobank     | 34h23'53" |
| 2    | Roberto Heras | Liberty Seg. | a 47"     |
| 3    | Carlos Sastre | Team CSC     | a 1'36"   |

### 10ª tappa
- 5 settembre: La Vall d'en Bas > Ordino-Arcalís (AND) – 206,3 km

Risultati
| Pos. | Corridore         | Squadra       | Tempo    |
| ---- | ----------------- | ------------- | -------- |
| 1    | Francisco Mancebo | Illes Balears | 5h33'49" |
| 2    | Roberto Heras     | Liberty Seg.  | s.t.     |
| 3    | Denis Men'šov     | Rabobank      | s.t.     |

| Pos. | Corridore         | Squadra       | Tempo     |
| ---- | ----------------- | ------------- | --------- |
| 1    | Denis Men'šov     | Rabobank      | 39h57'42" |
| 2    | Roberto Heras     | Liberty Seg.  | a 47"     |
| 3    | Francisco Mancebo | Illes Balears | a 1'53"   |

### 11ª tappa
- 6 settembre: Andorra > Estación de Cerler – 192,6 km

Risultati
| Pos. | Corridore       | Squadra      | Tempo    |
| ---- | --------------- | ------------ | -------- |
| 1    | Roberto Laiseka | Euskaltel    | 5h09'38" |
| 2    | Carlos Sastre   | Team CSC     | a 15"    |
| 3    | Roberto Heras   | Liberty Seg. | s.t.     |

| Pos. | Corridore         | Squadra       | Tempo     |
| ---- | ----------------- | ------------- | --------- |
| 1    | Denis Men'šov     | Rabobank      | 45h07'35" |
| 2    | Roberto Heras     | Liberty Seg.  | a 47"     |
| 3    | Francisco Mancebo | Illes Balears | a 1'53"   |

### 12ª tappa
- 8 settembre: Logroño > Burgos – 133 km

Risultati
| Pos. | Corridore           | Squadra       | Tempo    |
| ---- | ------------------- | ------------- | -------- |
| 1    | Alessandro Petacchi | Fassa Bortolo | 3h13'36" |
| 2    | Erik Zabel          | T-Mobile      | s.t.     |
| 3    | Marco Zanotti       | Liquigas      | s.t.     |

| Pos. | Corridore         | Squadra       | Tempo     |
| ---- | ----------------- | ------------- | --------- |
| 1    | Denis Men'šov     | Rabobank      | 48h21'11" |
| 2    | Roberto Heras     | Liberty Seg.  | a 47"     |
| 3    | Francisco Mancebo | Illes Balears | a 1'53"   |

### 13ª tappa
- 9 settembre: Burgos > La Bien Aparecida – 193 km

Risultati
| Pos. | Corridore       | Squadra   | Tempo    |
| ---- | --------------- | --------- | -------- |
| 1    | Samuel Sánchez  | Euskaltel | 4h03'40" |
| 2    | Óscar Pereiro   | Phonak    | a 4"     |
| 3    | Mauricio Ardila | Davitamon | a 8"     |

| Pos. | Corridore         | Squadra       | Tempo     |
| ---- | ----------------- | ------------- | --------- |
| 1    | Denis Men'šov     | Rabobank      | 52h25'40" |
| 2    | Roberto Heras     | Liberty Seg.  | a 47"     |
| 3    | Francisco Mancebo | Illes Balears | a 1'53"   |

### 14ª tappa
- 10 settembre: Nestlé La Penilla > Lagos de Covadonga – 172,3 km

Risultati
| Pos. | Corridore       | Squadra       | Tempo    |
| ---- | --------------- | ------------- | -------- |
| 1    | Eladio Jiménez  | C. Valenciana | 4h25'36" |
| 2    | Íñigo Cuesta    | Saunier Duval | a 1'20"  |
| 3    | Gilberto Simoni | Lampre        | a 1'32"  |

| Pos. | Corridore     | Squadra      | Tempo     |
| ---- | ------------- | ------------ | --------- |
| 1    | Denis Men'šov | Rabobank     | 56h53'00" |
| 2    | Roberto Heras | Liberty Seg. | a 47"     |
| 3    | Carlos Sastre | Team CSC     | a 1'50"   |

### 15ª tappa
- 11 settembre: Cangas de Onís > Valgrande Pajares – 191 km

Risultati
| Pos. | Corridore        | Squadra       | Tempo    |
| ---- | ---------------- | ------------- | -------- |
| 1    | Roberto Heras    | Liberty Seg.  | 4h53'53" |
| 2    | Samuel Sánchez   | Euskaltel     | a 32"    |
| 3    | Javier Rodriguez | C. Valenciana | a 46"    |

| Pos. | Corridore     | Squadra      | Tempo     |
| ---- | ------------- | ------------ | --------- |
| 1    | Roberto Heras | Liberty Seg. | 61h47'40" |
| 2    | Denis Men'šov | Rabobank     | a 4'30"   |
| 3    | Carlos Sastre | Team CSC     | a 4'50"   |

### 16ª tappa
- 13 settembre: León > Valladolid – 162 km

Risultati
| Pos. | Corridore                | Squadra       | Tempo    |
| ---- | ------------------------ | ------------- | -------- |
| 1    | Paolo Bettini            | Quick Step    | 3h40'56" |
| 2    | Alessandro Petacchi      | Fassa Bortolo | s.t.     |
| 3    | Miguel Martín Perdiguero | Phonak        | s.t.     |

| Pos. | Corridore     | Squadra      | Tempo     |
| ---- | ------------- | ------------ | --------- |
| 1    | Roberto Heras | Liberty Seg. | 65h28'36" |
| 2    | Denis Men'šov | Rabobank     | a 4'30"   |
| 3    | Carlos Sastre | Team CSC     | a 4'50"   |

### 17ª tappa
- 14 settembre: El Espinar > La Granja de San Ildefonso – 165,6 km

Risultati
| Pos. | Corridore             | Squadra       | Tempo    |
| ---- | --------------------- | ------------- | -------- |
| 1    | Carlos Garcia Quesada | C. Valenciana | 3h51'00" |
| 2    | Francisco Mancebo     | Illes Balears | a 46"    |
| 3    | Santos González       | Phonak        | a 48"    |

| Pos. | Corridore     | Squadra      | Tempo     |
| ---- | ------------- | ------------ | --------- |
| 1    | Roberto Heras | Liberty Seg. | 69h21'16" |
| 2    | Denis Men'šov | Rabobank     | a 4'30"   |
| 3    | Carlos Sastre | Team CSC     | a 4'50"   |

### 18ª tappa
- 15 settembre: Avila > Avila – 197,5 km

Risultati
| Pos. | Corridore          | Squadra       | Tempo    |
| ---- | ------------------ | ------------- | -------- |
| 1    | Nicki Sørensen     | Team CSC      | 5h05'34" |
| 2    | Javier Rodriguez   | C. Valenciana | s.t.     |
| 3    | José Garcia Acosta | Illes Balears | a 22"    |

| Pos. | Corridore     | Squadra      | Tempo     |
| ---- | ------------- | ------------ | --------- |
| 1    | Roberto Heras | Liberty Seg. | 74h30'48" |
| 2    | Denis Men'šov | Rabobank     | a 4'30"   |
| 3    | Carlos Sastre | Team CSC     | a 4'50"   |

### 19ª tappa
- 16 settembre: San Martín de Valdeiglesias > Alcobendas – 142,9 km

Risultati
| Pos. | Corridore         | Squadra       | Tempo    |
| ---- | ----------------- | ------------- | -------- |
| 1    | Heinrich Haussler | Gerolsteiner  | 3h20'26" |
| 2    | Martin Elmiger    | Phonak        | s.t.     |
| 3    | David Latasa      | C. Valenciana | s.t.     |

| Pos. | Corridore     | Squadra      | Tempo     |
| ---- | ------------- | ------------ | --------- |
| 1    | Roberto Heras | Liberty Seg. | 78h06'39" |
| 2    | Denis Men'šov | Rabobank     | a 4'30"   |
| 3    | Carlos Sastre | Team CSC     | a 4'50"   |

### 20ª tappa
- 17 settembre: Guadalajara > Alcalá de Henares – Cronometro individuale – 38,9 km

Risultati
| Pos. | Corridore     | Squadra       | Tempo  |
| ---- | ------------- | ------------- | ------ |
| 1    | Rubén Plaza   | C. Valenciana | 41'31" |
| 2    | Roberto Heras | Liberty Seg.  | s.t.   |
| 3    | Carlos Sastre | Team CSC      | a 4"   |

| Pos. | Corridore     | Squadra      | Tempo     |
| ---- | ------------- | ------------ | --------- |
| 1    | Roberto Heras | Liberty Seg. | 78h48'10" |
| 2    | Denis Men'šov | Rabobank     | a 4'36"   |
| 3    | Carlos Sastre | Team CSC     | a 4'54"   |

### 21ª tappa
- 18 settembre: Madrid > Madrid – 136,5 km

Risultati
| Pos. | Corridore           | Squadra       | Tempo    |
| ---- | ------------------- | ------------- | -------- |
| 1    | Alessandro Petacchi | Fassa Bortolo | 3h34'41" |
| 2    | Erik Zabel          | T-Mobile      | s.t.     |
| 3    | Heinrich Haussler   | Gerolsteiner  | s.t.     |

| Pos. | Corridore     | Squadra      | Tempo     |
| ---- | ------------- | ------------ | --------- |
| 1    | Roberto Heras | Liberty Seg. | 82h22'55" |
| 2    | Denis Men'šov | Rabobank     | a 4'36"   |
| 3    | Carlos Sastre | Team CSC     | a 4'54"   |

## Evoluzione delle classifiche
| Tappa              | Vincitore             | Classifica generale Maglia oro | Classifica a punti Maglia azzurra | Classifica scalatori Maglia verde | Classifica combinata Maglia bianca | Classifica a squadre       |
| ------------------ | --------------------- | ------------------------------ | --------------------------------- | --------------------------------- | ---------------------------------- | -------------------------- |
| 1ª                 | Denis Men'šov         | Denis Men'šov                  | Denis Men'šov                     | Rik Verbrugghe                    | Denis Men'šov                      | Team CSC                   |
| 2ª                 | Leonardo Bertagnolli  | Bradley McGee                  | Bradley McGee                     | Leonardo Bertagnolli              | Leonardo Bertagnolli               | Liberty Seguros-Würth Team |
| 3ª                 | Alessandro Petacchi   | Bradley McGee                  | Bradley McGee                     | Joaquim Rodríguez                 | Leonardo Bertagnolli               | Liberty Seguros-Würth Team |
| 4ª                 | Alessandro Petacchi   | Bradley McGee                  | Alessandro Petacchi               | Joaquim Rodríguez                 | Bradley McGee                      | Liberty Seguros-Würth Team |
| 5ª                 | Thor Hushovd          | Bradley McGee                  | Thor Hushovd                      | Joaquim Rodríguez                 | Bradley McGee                      | Liberty Seguros-Würth Team |
| 6ª                 | Roberto Heras         | Roberto Heras                  | Thor Hushovd                      | Roberto Heras                     | Roberto Heras                      | Liberty Seguros-Würth Team |
| 7ª                 | Max Van Heeswijk      | Roberto Heras                  | Thor Hushovd                      | Eladio Jiménez                    | Roberto Heras                      | Liberty Seguros-Würth Team |
| 8ª                 | Alessandro Petacchi   | Roberto Heras                  | Thor Hushovd                      | Eladio Jiménez                    | Roberto Heras                      | Liberty Seguros-Würth Team |
| 9ª                 | Denis Men'šov         | Denis Men'šov                  | Thor Hushovd                      | Eladio Jiménez                    | Denis Men'šov                      | Comunidad Valenciana-Elche |
| 10ª                | Francisco Mancebo     | Denis Men'šov                  | Thor Hushovd                      | Eladio Jiménez                    | Denis Men'šov                      | Comunidad Valenciana-Elche |
| 11ª                | Roberto Laiseka       | Denis Men'šov                  | Denis Men'šov                     | Joaquim Rodríguez                 | Denis Men'šov                      | Comunidad Valenciana-Elche |
| 12ª                | Alessandro Petacchi   | Denis Men'šov                  | Denis Men'šov                     | Joaquim Rodríguez                 | Denis Men'šov                      | Comunidad Valenciana-Elche |
| 13ª                | Samuel Sánchez        | Denis Men'šov                  | Denis Men'šov                     | Joaquim Rodríguez                 | Denis Men'šov                      | Comunidad Valenciana-Elche |
| 14ª                | Eladio Jiménez        | Denis Men'šov                  | Denis Men'šov                     | Joaquim Rodríguez                 | Denis Men'šov                      | Comunidad Valenciana-Elche |
| 15ª                | Roberto Heras         | Roberto Heras                  | Roberto Heras                     | Joaquim Rodríguez                 | Roberto Heras                      | Comunidad Valenciana-Elche |
| 16ª                | Paolo Bettini         | Roberto Heras                  | Roberto Heras                     | Joaquim Rodríguez                 | Roberto Heras                      | Comunidad Valenciana-Elche |
| 17ª                | Carlos Garcia Quesada | Roberto Heras                  | Roberto Heras                     | Joaquim Rodríguez                 | Roberto Heras                      | Comunidad Valenciana-Elche |
| 18ª                | Nicki Sørensen        | Roberto Heras                  | Roberto Heras                     | Joaquim Rodríguez                 | Roberto Heras                      | Comunidad Valenciana-Elche |
| 19ª                | Heinrich Haussler     | Roberto Heras                  | Roberto Heras                     | Joaquim Rodríguez                 | Roberto Heras                      | Comunidad Valenciana-Elche |
| 20ª                | Rubén Plaza           | Roberto Heras                  | Roberto Heras                     | Joaquim Rodríguez                 | Roberto Heras                      | Comunidad Valenciana-Elche |
| 21ª                | Alessandro Petacchi   | Roberto Heras                  | Alessandro Petacchi               | Joaquim Rodríguez                 | Roberto Heras                      | Comunidad Valenciana-Elche |
| Classifiche finali | Classifiche finali    | Roberto Heras                  | Alessandro Petacchi               | Joaquim Rodríguez                 | Roberto Heras                      | Comunidad Valenciana-Elche |

## Classifiche finali

### Classifica generale - Maglia oro
| Pos. | Corridore             | Squadra       | Tempo     |
| ---- | --------------------- | ------------- | --------- |
| 1    | Roberto Heras         | Liberty Seg.  | 82h22'55" |
| 2    | Denis Men'šov         | Rabobank      | a 4'36"   |
| 3    | Carlos Sastre         | Team CSC      | a 4'54"   |
| 4    | Francisco Mancebo     | Illes Balears | a 5'58"   |
| 5    | Carlos Garcia Quesada | C. Valenciana | a 8'06"   |
| 6    | Rubén Plaza           | C. Valenciana | a 11'03"  |
| 7    | Óscar Sevilla         | T-Mobile      | a 14'22"  |
| SQ   | Tom Danielson         | Discovery Ch. | a 16'38"  |
| 9    | Mauricio Ardila       | Davitamon     | a 18'15"  |
| 10   | Juan Miguel Mercado   | Quick Step    | a 18'31"  |

### Classifica a punti - Maglia azzurra
| Pos. | Corridore           | Squadra       | Punti |
| ---- | ------------------- | ------------- | ----- |
| 1    | Alessandro Petacchi | Fassa Bortolo | 169   |
| 2    | Roberto Heras       | Liberty Seg.  | 169   |
| 3    | Denis Men'šov       | Rabobank      | 142   |
| 4    | Carlos Sastre       | Team CSC      | 124   |
| 5    | Erik Zabel          | T-Mobile      | 118   |

### Classifica scalatori - Maglia verde
| Pos. | Corridore         | Squadra       | Punti |
| ---- | ----------------- | ------------- | ----- |
| 1    | Joaquim Rodríguez | Saunier Duval | 200   |
| 2    | Eladio Jiménez    | Comunidad V.  | 166   |
| 3    | Roberto Heras     | Liberty Seg.  | 110   |
| 4    | Denis Men'šov     | Rabobank      | 72    |
| 5    | Francisco Mancebo | Illes Balears | 65    |

### Classifica combinata - Maglia bianca
| Pos. | Corridore             | Squadra       | Punti |
| ---- | --------------------- | ------------- | ----- |
| 1    | Roberto Heras         | Liberty Seg.  | 6     |
| 2    | Denis Men'šov         | Rabobank      | 9     |
| 3    | Carlos Sastre         | Team CSC      | 14    |
| 4    | Francisco Mancebo     | Illes Balears | 15    |
| 5    | Carlos Garcia Quesada | Comunidad V.  | 18    |

### Classifica squadre
| Pos. | Squadra                        | Tempo      |
| ---- | ------------------------------ | ---------- |
| 1    | Comunidad Valenciana-Elche     | 246h55'46" |
| 2    | Illes Balears-Caisse d'Epargne | a 54'02"   |
| 3    | Team CSC                       | a 1.00'30" |
| 4    | Liberty Seguros-Würth Team     | a 1.14'42" |
| 5    | Davitamon-Lotto                | a 1.15'25" |

## Punteggi UCI
| Pos. | Corridore                | Squadra         | Punti |
| ---- | ------------------------ | --------------- | ----- |
| 1    | Denis Men'šov            | Rabobank        | 97    |
| 2    | Carlos Sastre            | Team CSC        | 65    |
| 3    | Francisco Mancebo        | Illes Balears   | 57    |
| 4    | Óscar Sevilla            | T-Mobile        | 35    |
| 5    | Tom Danielson            | Discovery Ch.   | 30    |
| 6    | Mauricio Ardila          | Davitamon       | 27    |
| 7    | Samuel Sánchez           | Euskaltel       | 25    |
| 8    | Juan Miguel Mercado      | Quick Step      | 22    |
| 9    | Michele Scarponi         | Liberty Seg.    | 17    |
| 10   | Alessandro Petacchi      | Fassa Bortolo   | 17    |
| 11   | Koos Moerenhout          | Davitamon       | 11    |
| 12   | Erik Zabel               | T-Mobile        | 9     |
| 13   | Mario Aerts              | Davitamon       | 7     |
| 14   | Thor Hushovd             | Crédit Agricole | 6     |
| 15   | Daniel Atienza           | Cofidis         | 5     |
| 16   | Heinrich Haussler        | Gerolsteiner    | 4     |
| 17   | Unai Osa                 | Illes Balears   | 4     |
| 18   | Paolo Bettini            | Quick Step      | 4     |
| 19   | Carlos Sastre            | Team CSC        | 4     |
| 20   | Marcos Serrano           | Liberty Seg.    | 3     |
| 21   | Bradley McGee            | F. des Jeux     | 3     |
| 22   | Leonardo Bertagnolli     | Cofidis         | 3     |
| 23   | Miguel Martín Perdiguero | Phonak          | 3     |
| 24   | Max van Heeswijk         | Discovery Ch.   | 3     |
| 25   | Roberto Laiseka          | Euskaltel       | 3     |
| 26   | Nicki Sørensen           | Team CSC        | 3     |
| 27   | Pablo Lastras            | Illes Balears   | 2     |
| 28   | Rik Verbrugghe           | Quick Step      | 2     |
| 29   | Óscar Pereiro            | Phonak          | 2     |
| 30   | Íñigo Cuesta             | Saunier Duval   | 2     |
| 31   | Martin Elmiger           | Phonak          | 2     |
| 32   | Aleksandr Bočarov        | Crédit Agricole | 1     |
| 33   | Juan Antonio Flecha      | Fassa Bortolo   | 1     |
| 34   | Marco Zanotti            | Liquigas        | 1     |
| 35   | Tom Boonen               | Quick Step      | 1     |
| 36   | Gilberto Simoni          | Lampre          | 1     |
| 37   | Santos González          | Phonak          | 1     |
| 38   | José Garcia Acosta       | Illes Balears   | 1     |
| 39   | Alberto Ongarato         | Fassa Bortolo   | 1     |

| Pos. | Squadra                            | Punti |
| ---- | ---------------------------------- | ----- |
| 1    | Illes Balears-Caisse d'Epargne     | 19    |
| 2    | Team CSC                           | 18    |
| 3    | Liberty Seguros-Würth Team         | 17    |
| 4    | Davitamon-Lotto                    | 16    |
| 5    | Phonak Hearing Systems             | 15    |
| 6    | Euskaltel-Euskadi                  | 14    |
| 7    | T-Mobile Team                      | 13    |
| 8    | Discovery Channel Pro Cycling Team | 12    |
| 9    | Saunier Duval-Prodir               | 11    |
| 10   | Quick Step-Innergetic              | 9     |
| 11   | Lampre-Caffita                     | 8     |
| 12   | Cofidis, le Crédit par Téléphone   | 7     |
| 13   | Rabobank                           | 6     |
| 14   | Crédit Agricole                    | 5     |
| 15   | Fassa Bortolo                      | 4     |
| 16   | Bouygues Télécom                   | 3     |
| 17   | Liquigas-Bianchi                   | 2     |
| 18   | Gerolsteiner                       | 1     |